# Rexall Place
Le Rexall Place (autrefois appelé Northlands Coliseum, Edmonton Coliseum et Skyreach Centre) est une salle omnisports située à Edmonton, dans l'Alberta au Canada.
Depuis 1974, ses locataires sont les Oilers d'Edmonton de la Ligue nationale de hockey et le Rush d'Edmonton, qui jouent en National Lacrosse League. Ce fut aussi l'arène des Road Runners d'Edmonton de la Ligue américaine de hockey pendant leur brève existence entre 2004 et 2005. En 2007, la salle devrait accueillir une nouvelle équipe de hockey sur glace de la Ligue de hockey de l'Ouest affiliée aux Oilers d'Edmonton, ce sera les Oil Kings d'Edmonton. Sa capacité est de 16 839 places pour le hockey sur glace et 13 000 pour les concerts dont 67 suites de luxe et 3 323 sièges de club.

## Histoire
L'amphithéâtre fut inauguré le 10 novembre 1974 sous l'appellation de Northlands Coliseum et coûta $17.3 millions de dollars canadiens. Ses anciens noms étaient Northlands Coliseum (1974-1995), Edmonton Coliseum (1995-1998) et Skyreach Centre (1998-2003). C'est au cours de la saison 2003-2004 de la LNH que les droits d'appellation de l'arène furent achetés par Rexall, une filiale de Katz Group Canada. La capacité officielle pour le hockey sur glace est de 16 839 places, ce qui est légèrement moins que les 17 100 places que l'arène a possédé avant la saison 2003-2004 de la LNH.
En 1994, une restauration de $14 millions de dollars canadiens a été achevée au Coliseum, avec l'ajout de 67 suites.
Depuis 2000, la salle accueille la Christian Youth Conference Alberta qui est le plus grand rassemblement chrétien de la jeunesse du Canada avec plus de 17 000 fidèles. Elle fut le site des Jeux du Commonwealth en 1978 puis organisa une partie de Universiade en 1983.
Une grande statue de bronze de Wayne Gretzky, l'icône du hockey canadien et l'ancien capitaine des Oilers est située à côté du bâtiment.
La qualité de la patinoire au Rexall Place est souvent considérée comme une des meilleures dans la Ligue nationale de hockey.
Hormis la qualité de la glace, le Rexall Place est connu pour ses fans bruyants et fidèles. Quoique l'arène accueille seulement 16 839 spectateurs pour les matchs de hockey sur glace, le niveau de décibel pendant les parties 3, 4 et 6 des séries éliminatoires de la Coupe Stanley opposant les Sharks de San José aux Oilers d'Edmonton, et les parties 4 et 6 de la finale 2006 de la Coupe Stanley ont atteint un niveau sonore de 114 dB.
Avant le début de la saison 2007-2008 de la LNH, le vestiaire des Oilers fut rénové pour $4 millions de dollars. La salle est maintenant plus moderne et plus grande avec une nouvelle infirmerie, un salon, un bar, une salle vidéo, une salle de musculation ainsi que d'autres nouvelles installations. Juste après l'entrée du vestiaire se trouvent 5 répliques de la Coupe Stanley.
L'amphithéâtre devient désuet, les Oilers veulent un nouvel aréna ultra-moderne afin de remplacer l'édifice actuel, les discussions entre le propriétaire de l'équipe et la ville sont en cours pour réaliser ce projet.
En mai 2013, la ville d'Edmonton approuve le projet de construction du futur amphithéâtre qui sera érigé dans le centre-ville au coût de 480 millions $. Le propriétaire des Oilers, Daryl Katz, a réussi à obtenir de ce qu'il voulait depuis fort longtemps. La mise en chantier du nouveau Rogers Place s'est amorcée au cours du printemps de 2014.

## Événements
- Canadian Finals Rodeo, depuis 1974
- Skate Canada 1975
- Jeux du Commonwealth, 1978
- Universiade, 1983
- Concert enregistré de Yes (9012Live), 28 et 29 septembre 1984
- 40e Match des étoiles de la Ligue nationale de hockey, 7 février 1989
- Championnats du monde de patinage artistique 1996
- Christian Youth Conference Alberta, depuis 2000
- Concert enregistré de Nickelback (Live at Home), 25 février 2002
- WWE Backlash, 18 avril 2004
- Finales de la Coupe Stanley, 2006
- Championnats du monde masculin de curling, 2007
- Match des étoiles de la National Lacrosse League, 16 mars 2008
- Championnat du monde junior de hockey sur glace 2012
- Concert de Rihanna (The Loud Tour), 22 juin 2011, (Diamonds World Tour), 27 mars 2013
- Concert de Lady Gaga (artRAVE : The ARTPOP Ball), 26 mai 2014
- Concert de Madonna (Rebel Heart Tour), 11 et 12 octobre 2015

## Galerie

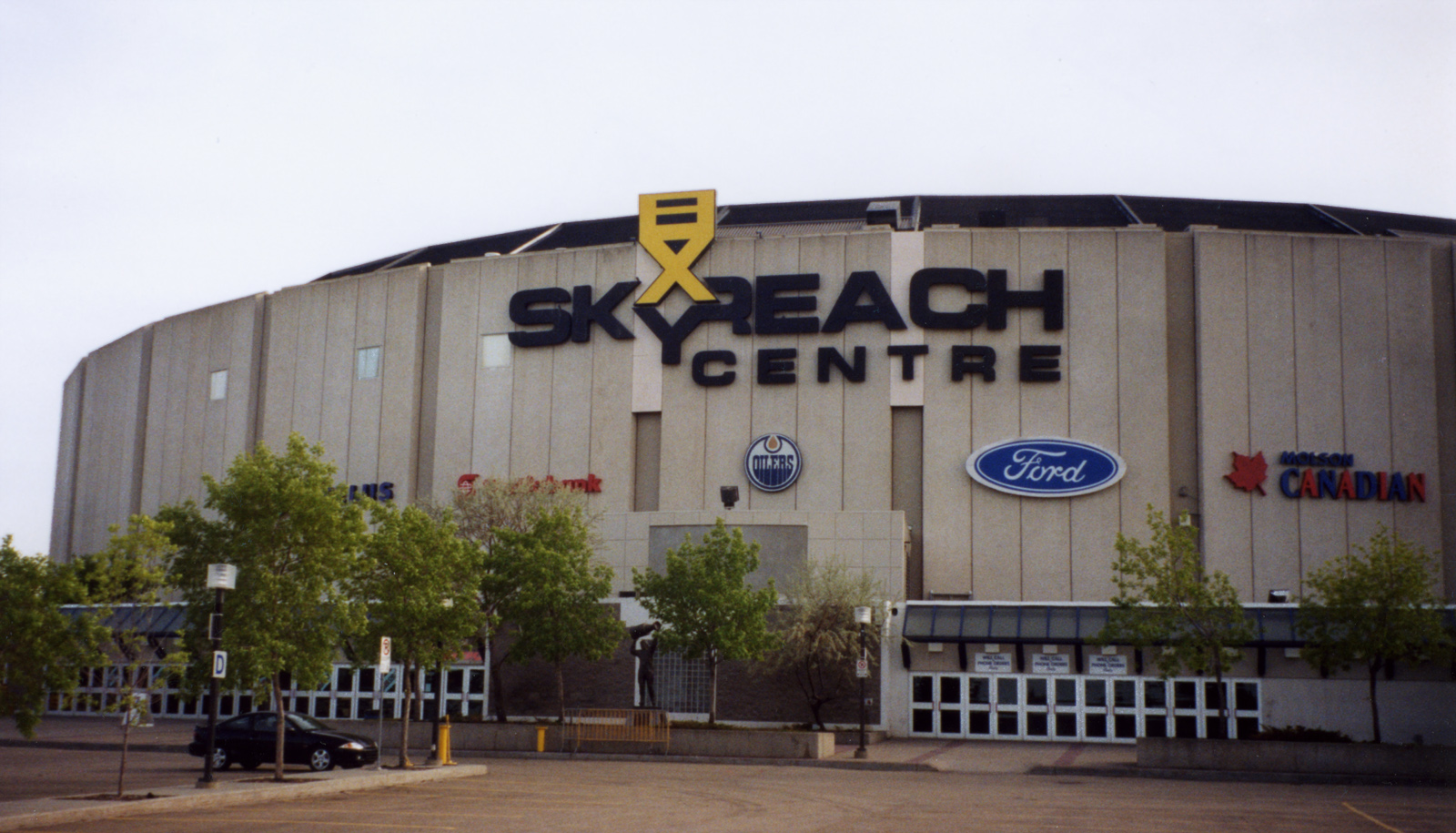
Le Rexall Place (Skyreach Centre) en 2001
Le Brier Tim Hortons 2005
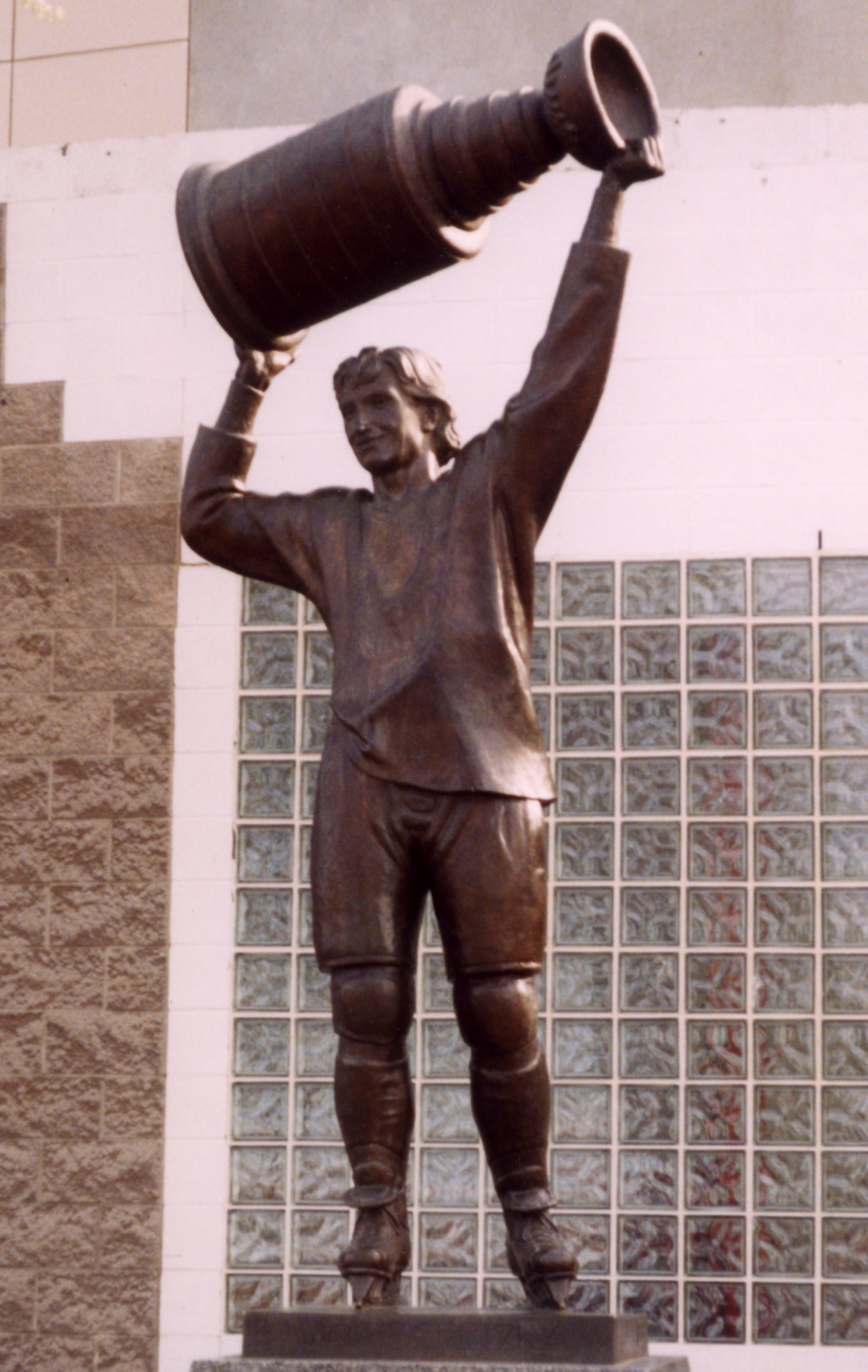
La statue de Wayne Gretzky